# سووارلی (بسنی)
سووارلی (به ترکی استانبولی: Suvarlı) (به کردی: Siwarî) (به ارمنی: Սուվարլի) یک منطقهٔ مسکونی در ترکیه است که در بسنی واقع شده‌است.